# Distretto di Çatak
Il distretto di Çatak (in turco Çatak ilçesi) è uno dei distretti della provincia di Van, in Turchia.
Confina a sud con i distretti di Pervari (provincia di Siirt) e di Beytüşşebap (provincia di Şırnak), ad est con quello di Gürpınar, a nord con quello di Gevaş e ad ovest con quello di Bahçesaray, cui è collegato attraverso il Karabet Geçidi, una delle strada asfaltate tra le più alte situate in stati europei (pur trovandosi in un'area esterna ai confini geografici dell'Europa).